# Mária brit királyi hercegnő
Viktória Alexandra Alíz Mária hercegnő (York Cottage, Norfolk, 1897. április 25. – Harewood House, 1965. március 28.) V. György brit király és Teck Mária brit királyné egyetlen leánya és harmadik gyermeke. Két bátyja (Eduárd és György) és három öccse (Henrik Vilmos Frigyes Albert, György Eduárd Sándor Edmund és János) született. Apai nagyszülei: VII. Eduárd brit király és Dániai Alexandra brit királyné. Anyai nagyszülei: Ferenc tecki herceg és Mária Adelaida cambridge-i hercegnő.

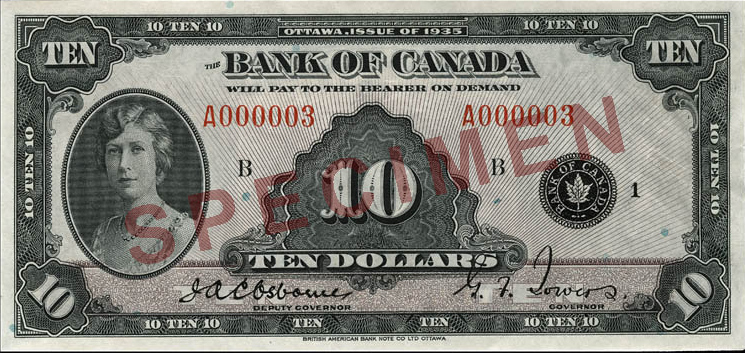
1935-ös szériájú kanadai 10 dolláros bankjegy Mária hercegnő portréjával. A sorozat nyolc címletén is a brit királyi család tagjai szerepeltek.

Apai dédanyja nem más volt, mint Viktória brit királynő, India császárnője.
Apja csak a másodszülött fiú volt a királyi családban, s csupán a véletlennek köszönhette trónra kerülését, miután bátyja, a trónörökös, Albert Viktor Krisztián Eduárd váratlanul meghalt. György nem csupán fivére koronáját, hanem annak menyasszonyát, Mária teck-i hercegnőt is megörökölte, akárcsak 400 évvel korábban VIII. Henrik angol király néhai bátyja özvegyét, Aragóniai Katalin spanyol infánsnőt.
Albert Viktor még 1891 végén jegyezte el Máriát, ám csupán néhány héttel utána elhunyt tüdőbaj következtében, így a hercegnő új vőlegénye attól kezdve már György volt, akivel 1893. július 6-án oltár elé állt, a londoni Szent Jakab Palota királyi kápolnájában. 1910-ig, VII. Eduárd haláláig ők voltak York hercege és hercegnéje, utána viszont a Brit Birodalom királya és királynéja lettek. A koronázási ceremóniára 1911. június 22-én került sor, a Westminster Apátságban.
Születése pillanatában a kis Mária hercegnő ötödik volt a trónöröklési sorban. Keresztelőjét 1897. június 7-én tartották, a Szent Mária Magdolna templomban, Sandringham közelében. A szertartást az akkori yorki érsek, William Dalrymple Maclagan celebrálta.
A hercegnő keresztszülei dédanyja (Viktória brit királynő), Görögország királya (I. György), Oroszország özvegy cárnéja (Mária Fjodorovna), a walesi herceg és hercegné (a kishercegnő apai nagyszülei, a leendő VII. Eduárd brit király és Alexandra királyné), Teck hercegnéje (a kishercegnő anyai nagyanyja, Mária Aldelheid), Viktória hercegnő (apai nagynénje) és Ferenc, Teck hercege (anyai nagybátyja) voltak.
A görög király Mária apai nagyanyjának, Alexandrának volt a fivére, az özvegy cárné pedig Alexandra másik testvére volt.

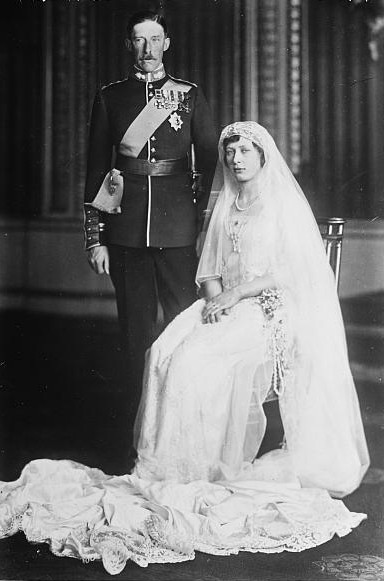
Mária hercegnő és Viscount Lascelles esküvői fényképe 1922-ben

1922. február 28-án a 24 esztendős hercegnő a Westminster Apátságban nőül ment Lascelles vikomtjához, az akkor 39 éves Henrik Károly Györgyhöz, Henry Lascelles (Harewood 5. grófja) fiához, akitől két fia született, 1923. február 7-én George (később Harewood 7. grófja) és 1924. augusztus 21-én Gerald.
Férje már 1947. május 23-án elhunyt, ő pedig többé nem ment férjhez. George nevű fiának négy gyermeke született, David, James, Jeremy és Mark. Gerald két unokával ajándékozta meg Máriát, Henry-vel és Martin David-del.
A 67 éves Mária 1965. március 28-án hunyt el, a Yorkshire megyei Harewood House-ban. Idősebbik fiával, George-dzsal sétált éppen, mikor hirtelen szívrohamot kapott. Élete során hat brit uralkodó váltotta egymást, Viktória, VII. Eduárd, V. György, VIII. Eduárd, VI. György és II. Erzsébet.
Mária idősebb fia, George 2011. július 11-én, 88 éves korában halt meg, Gerald pedig 73 évet élt, s 1998. február 27-én távozott az élők sorából.
A hercegnőnek 15 dédunokája született:
- Emily (szül. 1975. november 23.)
- Benjamin (szül. 1978. szeptember 19.)
- Alexander (szül. 1980. május 13.)
- Edward (szül. 1982. november 19.)
- Sophie (szül. 1973. október 1.)
- Rowan (szül. 1977. november 6.)
- Tanit (szül. 1981. július 1.)
- Tewa (szül. 1985. június 8.)
- Thomas (szül. 1982. szeptember 7.)
- Ellen (szül. 1984. december 17.)
- Amy (szül. 1986. június 26.)
- Tallulah (szül. 2005. december 1.)
- Maximilian (szül. 1991. december 19.)
- Sándor (szül. 2002-ben)
- Georgina (szül. 1988-ban)